# E-anim
E-anim est un éditeur d'animation qui permet de réaliser des présentations informatiques au format Adobe Flash. Il était distribué sous licence Open-Source (le code source reste cependant toujours accessible). Il est écrit en Java
Ce programme présente un barre-de-temps et des boutons de raccourci pour ajouter des pièces dans l'animation et les animer.
Depuis l'origine, en 2000, ce programme propose les mouvements classiques de l'animation : déplacement, agrandissement, rotation, opacité variable. Certaines pièces de l'animation peuvent être regroupées. Ce groupe sera considéré comme une seule pièce de l'animation. Les pièces à l'intérieur d'un groupe peuvent être animées, ainsi l'utilisateur peut construire des pièces complexes. 
E-anim reconnait aussi le curseur souris pour réaliser des boutons ou des rolls-over. Cette première version intégrait les commandes élémentaires du pilotage d'une séquence : stop, play, aller-à-un-temps-précis, lien vers une autre page HTML.
À cette époque, E-anim produisait un script qui était joué grâce à une applet java.
Depuis 2004, e-anim exporte les animations sous le format Adobe Flash. Flash a permis d'intégrer le langage action-script. Un éditeur de script facilite l'écriture des programmes.
En 2005, E-anim est distribué sous licence GNU.
En 2007, apparaissent les Sprites qui sont des outils pour faciliter la création d'animations complexes, telles que les diaporamas, les livres à feuilleter, les arbres généalogiques, les horloges, les tickets à gratter… et bien d'autres.
Depuis 2008, les utilisateurs eux-mêmes peuvent construire leurs Sprites afin de les proposer aux autres utilisateurs. 
En 2010, un nouveau bouton de raccourci apparait : il affiche les Sprites principaux proposés aux utilisateurs.
Chacun est accompagné d'une aide vidéo ou d'une description dans une page html.
En octobre 2010, une nouvelle famille de Sprite apparait : les Sprites associés à un PHP, en libérant l'utilisateur de la charge de ce fichier PHP. Dorénavant les échanges avec ce type de fichier sont totalement transparents pour l'utilisateur.